# Elena Kats-Chernin

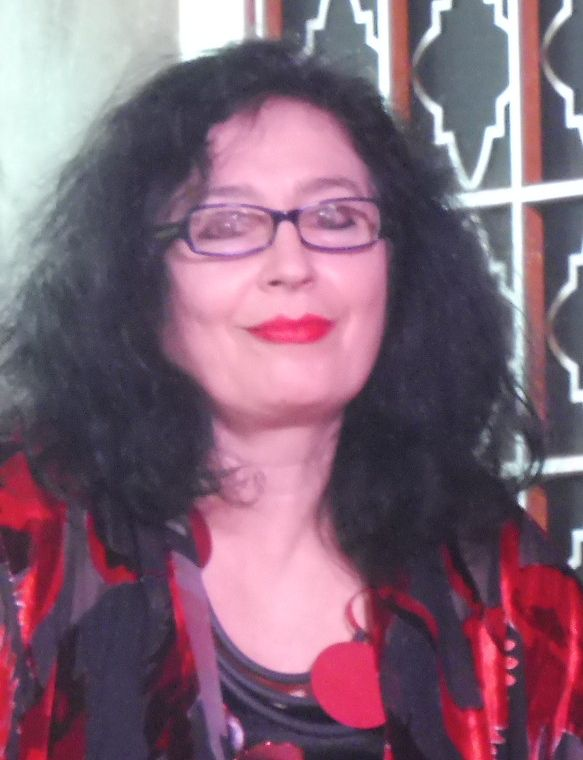
Kats-Chernin, 2018

Elena Kats-Chernin (* 4. November 1957 in Taschkent) ist eine usbekisch-australische Komponistin.

## Leben
Elena Kats-Chernin wuchs ab dem Alter von vier Jahren in Jaroslawl auf und studierte zunächst am Gnessin-Institut Moskau; 1975 wanderte sie mit ihrer Familie nach Australien aus. Durch ein Stipendium wurde es ihr ermöglicht, von 1980 bis 1982 bei Helmut Lachenmann zu studieren. Kats-Chernin wurde zu Beginn der 1990er Jahre in Europa sowohl durch Aufführungen des Ensemble Modern als auch durch zahlreiche Bühnenmusiken zu Inszenierungen von Andrea Breth (vor allem am Wiener Burgtheater) sowie für das Tanztheater von Reinhild Hoffmann bekannt. Nach 13 Lebensjahren in Deutschland kehrte sie 1994 nach Australien zurück; sie lebt in einem Vorort von Sydney.
Anfangs der europäischen Avantgarde verpflichtet, änderte sich Kats-Chernins Kompositions-Stil Ende der 1990er Jahre stark, nicht zuletzt nachdem bei einem ihrer drei Söhne eine Erkrankung an Schizophrenie diagnostiziert wurde. Ihre Musik ist seither als unverkrampfte und vitale Aneignung verschiedener Traditionen beschreibbar, die auch populäre Quellen wie Klezmer- und Music-Hall-Klänge in ihren Stil problemlos integriert. Sie ist zugänglich und virtuos, ohne populistisch zu sein.
Die Komponistin trat auch mit Anverwandlungen alter Musik hervor, etwa der drei noch erhaltenen Opern von Claudio Monteverdi: Orpheus, Odysseus und Poppea, aufgeführt an der Komischen Oper Berlin als Monteverdi-Zyklus in der Regie von Barrie Kosky, oder von Johann Sebastian Bach (Re-Inventions, 2004). Ihre erste eigene Oper Iphis schrieb Kats-Chernin 1997. Zahlreiche weitere Bühnenwerke entstanden in Zusammenarbeit mit Autoren wie Justin Fleming, Igor Bauersima oder Axel Ranisch. Besonders bekannt im deutschsprachigen Raum wurden auch ihre Kinderopern, mehrheitlich auf Libretti von Susanne Felicitas Wolf. Neue Stummfilmmusiken entstanden u. a. zum schwedischen Filmklassiker Der Fuhrmann des Todes von Victor Sjöström oder zu Menschen am Sonntag von Robert Siodmak und Billy Wilder.
Elena Kats-Chernins Schaffen, vielfach für international prominente Auftraggeber entstanden und auf CD eingespielt, umfasst alle Gattungen: Musiktheater, Tanz, Orchester, Konzert, Ensemble-, Kammer- und Solomusik, Chor- und Vokalkompositionen. Mehrere Jahre lang diente ihr Stück Eilza Aria als musikalisches Kennzeichen der Werbekampagne "For the Journey" des britischen Finanzdienstleisters Lloyds und trug ihr große mediale Bekanntheit ein. Sie ist Trägerin des nationalen Verdienstordens Order of Australia.

## Werke (Auswahl)

### Opern
- Iphis, 1997
- Matricide, the Musical, 1998
- Mr Barbeque, 2002
- Rage of Life, 2010
- George, 2014
- The Divorce, 2015 (4-teilige TV-Soap-Oper[7])
- Schneewittchen und die 77 Zwerge, 2015 (Kinderoper)
- Whiteley, 2019[8]
- Die Geschichte von Valemon, dem Eisbärkönig, 2019 (Kinderoper)
- Jim Knopf und Lukas der Lokomotivführer, 2019 (Kinderoper nach dem Roman von Michael Ende)
- Der Wind in den Weiden, 2019/20 (Kinderoper nach dem Buch von Kenneth Grahame)
- Der herzlose Riese, 2021 (Kinderoper)
- A Christmas Carol, 2023 (Kinderoper nach der Erzählung von Charles Dickens)
- Nils Holgerssons wundersame Abenteuer, 2023 (Kinderoper nach dem Buch von Selma Lagerlöf)
- Freischütz – Ein Tanz mit dem Bösen, 2024 (Ergänzung zur Oper von Carl Maria von Weber)
- Lene fliegt ins Zirkusland, 2025 (Kinderoper)

### Ballette
- Wild Swans, 2003 (Australian Ballet, Choreografie: Meryl Tankard)
- Material Men, 2015 (Choreografie: Shobana Jeyasingh)
- The Three Dancers, 2015 (nach Picasso, Rambert Dance Company, Choreografie: Didy Veldman)

### Gesang
- Rockhampton Garden Symphonies für Soli, Chöre und Orchester
- Symphonia Eluvium für Chor und Orchester (2011, zum Gedenken an die Flutkatastrophe in Queensland)
- Prelude and Cube für Chor und Orchester (2014, Text: Magnificat & Martin Luther)
- Human Waves für Chor und Orchester (2020, Text: Tamara Anna Cislowska)
- Ave Maria für Sopran, Mezzosopran und Orchester (2022)

### Instrumentalwerke
(oft mehrere Fassungen in unterschiedlichen Besetzungen)
- Butterflying
- Blue Silence
- Cadences, Deviations and Scarlatti
- Calliope Dreaming
- Chamber of Horrors
- Charleston Noir
- Clocks
- Cinema
- Frankenstein (Bühnenmusik, 2013)
- Gypsy Ramble
- In Tension
- Intermezzo Days
- Page Turn
- Peggy's Minute Rag
- Phoenix Story
- Purple Prelude
- Russian Rags
- Schubert Blues
- Slicked Back Tango
- Spirit and the Maiden
- Still Life
- Stur in Dur
- Tast-en
- Variations in a Serious Black Dress
- Velvet Revolution
- Wild Rice
- Zoom and Zip

### Orchesterwerke
- Retonica
- Stairs
- Wild Swans Suite
- Mythic
- Re-Collecting ASTORoids (Hommage an Astor Piazzolla)
- Big Rhap (2017)
- Piano Concerto No.3 "Lebewohl" (2018)
- Bag of Twelve – Theme and variations on Beethoven's recently discovered Bagatelle
- Inner Angels (Melbourne Youth Orchestra, 2020)
- Momentum (Sydney Symphony Orchestra "50 Fanfares", 2022)

### Solokonzerte
- Displaced Dances für Klavier und Orchester
- Garden of Dreams für Didgeridoo, Klavier und orchester
- Ornamental Air für Bassettklarinette und Orchester
- Night and Now für Flöte und Orchester
- Macquarie's Castle für Altsaxophon und Orchester
- The Witching Hour für acht Kontrabässe und Orchester (2016, Auftrag des Australian World Orchestra[9])
- Ancient Letters Cembalokonzert (für Mahan Esfahani, 2017)
- Force Majeure für Klavier und Kammerorchester (2022)
- Fantasie im Wintergarten für Violine und Orchester (2022)
- Sarenka Concerto für Violine, Violoncello und Orchester (2023)

### Filmmusik
- Der Fuhrmann des Todes
- Menschen am Sonntag
- Abwege
- Varieté
- Memoir of a Snail